# 小行星4089
小行星4089（4089 Galbraith）是一颗绕太阳运转的小行星，为主小行星带小行星。该小行星于1986年5月2日发现。

## 轨道参数
小行星4089的轨道半长轴为2.1857637 UA，离心率为0.132。